# Leschtschinowka (Kursk)
Leschtschinowka (russisch Лещиновка) ist ein Dorf (derewnja) in der Oblast Kursk in Russland. Es gehört zum Rajon Gluschkowo und zur Landgemeinde (selskoje posselenije) Swannowski selsowjet.

## Geographie
Der Ort liegt gut 120 km Luftlinie südwestlich des Oblastverwaltungszentrums Kursk im südwestlichen Teil der Mittelrussischen Platte, 11,5 km nordwestlich des Rajonverwaltungszentrums Gluschkowo, 4 km vom Sitz des Dorfsowjet – Swannoje, 14,5 km von der Grenze zwischen Russland und der Ukraine, am Fluss Chila (Nebenfluss des Seim).

### Klima
Das Klima im Ort ist wie im Rest des Rajons kalt und gemäßigt. Es gibt während des Jahres eine erhebliche Niederschlagsmenge. Dfb lautet die Klassifikation des Klimas nach Köppen und Geiger.

## Bevölkerungsentwicklung
| Jahr | Einwohner |
| ---- | --------- |
| 2002 | 322       |
| 2010 | 199       |

Anmerkung: Volkszählungsdaten

## Verkehr
Leschtschinowka liegt 3,5 km von der Straße regionaler Bedeutung 38K-040 (Chomutowka – Rylsk – Gluschkowo – Tjotkino – Grenze zur Ukraine), an der Straße interkommunaler Bedeutung 38N-099 (Swannoje – Leschtschinowka – Grenze zum Rajon Rylsk) und 17 km von der nächsten Eisenbahnhaltestelle 329 km (Eisenbahnstrecke 322 km – Lgow-Kijewskij) entfernt.
Der Ort liegt 167 km vom internationalen Flughafen von Belgorod entfernt.